# Monte Massive
El monte Massive, con una altitud de 4.398 m, es el segundo pico más alto de las Montañas Rocosas de Norteamérica, y del estado de Colorado (Estados Unidos). Se encuentra ubicado en la cordillera Sawatch, 17 km al oeste de la ciudad de Leadville. El monte Massive supera al tercer pico más alto de las Montañas Rocosas, el monte Harvard, en solo 2 m, y es superado por el más alto, el monte Elbert por solo 3 m. Es el tercer pico más alto de los Estados Unidos contiguos, por detrás del Monte Whitney y del ya nombrado monte Elbert.

## Montaña

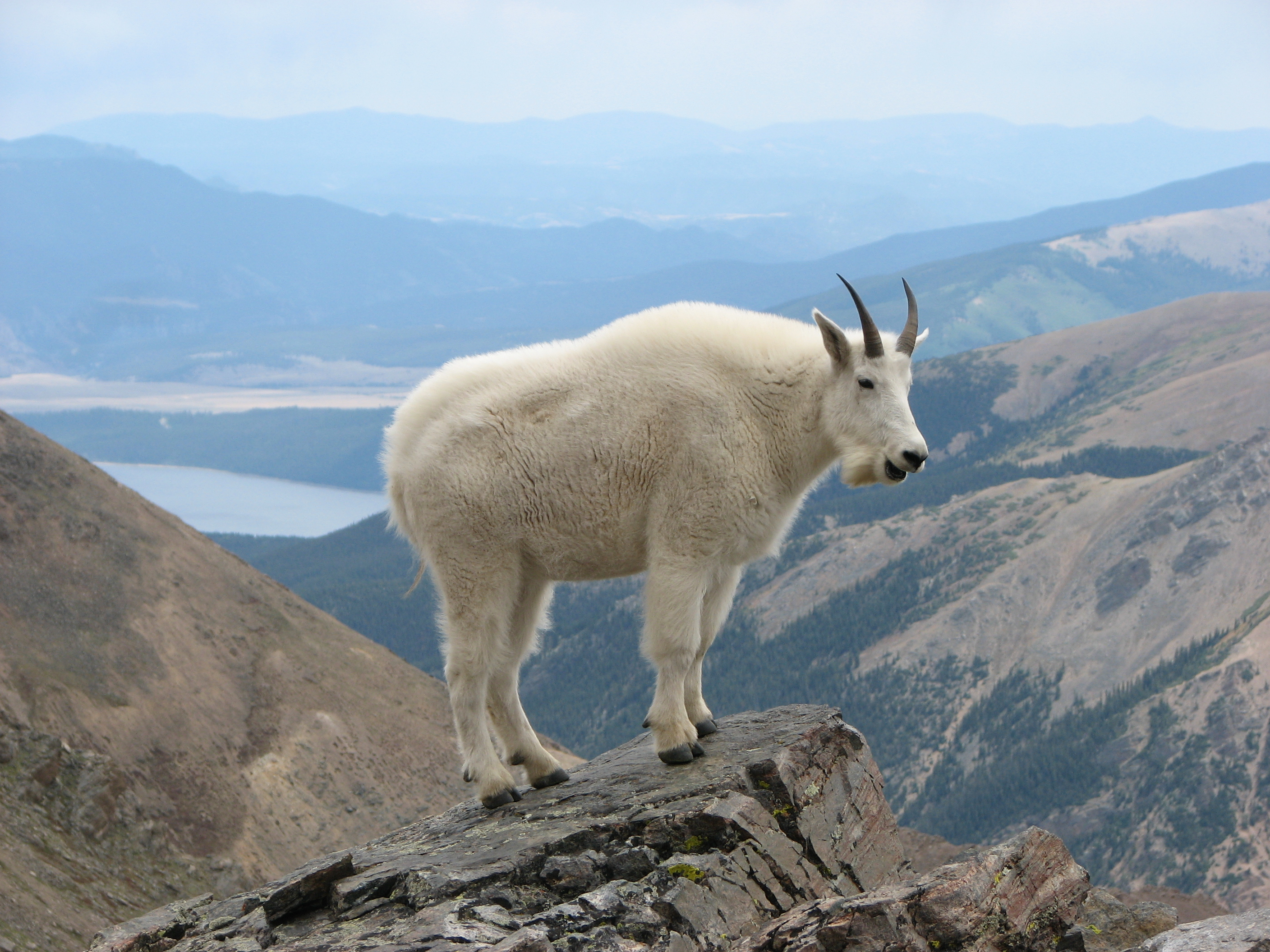
Cabra Montés en el Monte Massive.

El monte Massive fue medido y escalado por primera vez en 1873 por la expedición Hayden del Oeste americano. El miembro de dicha expedición Henry Gannett es considerado el primero en llegar a la cumbre. Su nombre proviene por su forma alargada. 
Se encuentra a unos 8 km al norte del Monte Elbert, y en la década de 1930 hubo una disputa con esta montaña vecina: cuando se midieron ambos montes, el monte Massive se dispuso en segundo lugar en altitud por tan solo 3 m; los partidarios de este monte acarrearon montones de grandes piedras para aumentar la altura de su montaña, pero poco después los partidarios del monte Elbert demolieron dicho aumento artificial.